# 가토 무쓰키
가토 무쓰키(일본어: 加藤 六月, 1926년 6월 17일~2006년 2월 28일)는 일본의 정치인이다. 자유민주당 소속 11선 중의원 의원으로 국토청 장관, 홋카이도 개발청 장관, 농림수산대신을 역임했다.

## 생애
오카야마현 가사오카시에서 태어났다. 육군사관학교를 거쳐 1947년 히메지고등학교(현 고베 대학)를 졸업했다.
졸업 후 고향의 중학교와 고등학교에서 교사로 근무했으며 일본교직원조합 활동에도 열중하여 1949년 오카야마현 오다군지부 서기장에 취임했다. 청년단 운동을 추진하면서 국민협동당과 깊은 접촉을 가졌고 1950년 중의원 의장 호시시마 니로를 알게 되어 그의 비서가 되었다. 1967년 자민당의 공천을 받아 호시시마의 후계자로서 오카야마현 제2구에 입후보해 당선되었다.
1972년 제1차 다나카 가쿠에이 내각에서 운수 정무차관이 되었으며 이때 일어난 록히드 사건과 관련해 회색고관 중 한 명으로 지목받았다. 그 때문에 첫 입각이 늦어졌는데 중의원 대장위원장을 거쳐 1982년 제1차 나카소네 내각에서 국토청 장관 겸 홋카이도 개발청 장관으로 입각했다. 당 세제조사회장이 되어 세제 개혁 대강을 정리했고 1986년 제3차 나카소네 내각에서 농림수산대신이 되었다.
후쿠다 다케오→아베 신타로의 파벌에 속했으며 아베가 파벌 회장일 때에는 시오카와 마사주로, 모리 요시로, 미쓰즈카 히로시와 함께 아베파 사천왕으로 불렸다. 가토는 사천왕 중 아베의 신뢰가 가장 두터웠다고 알려져 있으며 다른 파벌과의 조정역을 맡았다. 사천왕 중 같은 운수족에 속했던 미쓰즈카와는 라이벌 의식이 강했는데 가토가 록히드 사건에 휘말린 사이 미쓰즈카가 세력을 넓혀 파벌내 기반을 굳혀나갔기 때문이었다.
1988년 리크루트 사건이 터졌을 때 앗피고원 리조트 개발과 관련한 보안림 지정 해제를 둘러싼 정치 공작 의혹이 부상했다. 수뢰죄로 불입건되었지만 비서와 지지단체 간부가 정치자금법 위반으로 약식 기소되는 선에서 마무리됐다. 1990년 자민당 정조회장이 되었으며 이때 오자와 이치로 간사장, 니시오카 다케오 총무회장, 가이후 도시키 총리대신과 개인적 인연을 깊게 맺게 되었다. 1991년 아베가 사망한 뒤 공석이 된 파벌 회장직을 둘러싸고 미쓰즈카랑 치열하게 대립했다(산로쿠 전쟁). 파벌의 좌장인 하세가와 다카시의 재정을 통해 미쓰즈카가 아베의 후계자가 되었고 이후 미쓰즈카는 가토를 제명해버렸다. 가토는 불복하고 파벌 총회에 나섰지만 고이즈미 준이치로에게 쫓겨났다. 결국 1991년 10월 다나부 마사미, 야마오카 겐지, 후키다 아키라, 고가 잇세이, 구라타 히로유키 등과 함께 정진회를 결성했지만 당내 가장 작은 파벌에 불과에 영향력은 미미했다.
1993년 7월 제40회 일본 중의원 의원 총선거가 끝난 직후 다나부, 야마오카, 후키다 등과 함께 자민당을 탈당했다(하지만 구라타와 미야자토 마쓰쇼 등은 자민당에 잔류했다). 1994년 4월 오자와가 창당한 신생당에 참여했고 하타 내각 때 다시 농림수산대신에 취임했다. 오자와가 신진당을 결성할 때 함께 했으며 1996년 제41회 일본 중의원 의원 총선거 때 오카야마현 제4구에서 하시모토 류타로와 싸웠지만 패배했고 비례대표로 부활했다.
1997년 신진당이 분당되자 자유당에 참여했다. 하지만 자자공 연립 정권에서 오자와가 자민당과 갈등을 빚고 연립에서 이탈하고자 할 때 이에 반발해 보수당 결성에 참여했고 이후 보수당에서 총무회장을 역임했다. 1999년 훈1등 욱일대수장을 받았으며 2000년 총선에 참여하지 않고 정계를 은퇴했다.
2006년 2월 심부전으로 도쿄여자의과대학병원에서 향년 79세로 사망했다. 장의위원장은 아베 신타로의 차남인 아베 신조 내각관방장관이 맡았다.

## 가족
형은 참의원 의원과 오카야마현지사를 지낸 가토 다케노리이며 다케노리의 아들이자 무쓰키의 조카인 가토 노리후미도 참의원 의원을 지냈다. 무쓰키의 장녀 고코는 도시경제연구가로 내각관방 참여(参与)를 지냈으며 산업유산정보센터소장으로 재직하고 있다. 차녀 슈코는 중의원 의원과 후생노동대신, 내각관방장관을 역임한 가토 가쓰노부와 결혼했다.

## 역대 선거 기록
|  | 19.07% |

|  | 15.33% |

|  | 20.54% |

|  | 16.37% |

|  | 15.01% |

|  | 15.1% |

|  | 19.46% |

|  | 28.31% |

|  | 14.07% |

|  | 14.55% |

|  | 25.24% |

| 전임 마쓰노 유키야스 | 제11대 국토청 장관 1982년 11월 27일 ~ 1983년 12월 27일 | 후임 이나무라 사콘시로 |

| 전임 마쓰노 유키야스 | 제45대 홋카이도 개발청 장관 1982년 11월 27일 ~ 1983년 12월 27일 | 후임 이나무라 사콘시로 |

| 전임 하타 쓰토무 | 제10대 농림수산대신 1986년 7월 22일 ~ 1987년 11월 6일 | 후임 사토 다카시 |

| 전임 하타 에이지로 | 제20대 농림수산대신 1994년 4월 28일 ~ 1994년 6월 30일 | 후임 오가와라 다이치로 |